# Кление
Клѐние или Клене (произнасяно в местния български диалект с мека съгласна н, Клен'е, и често изписвано като Кленье или Кленйе, на македонска литературна норма: Клење; на албански: Klenjë или Klenja, произнасяно Клен'ъ) е село в Република Албания в община Булкиза (Булчица), административна област Дебър.

## География
Селото е разположено в историкогеографската област Голо бърдо в северозападните склонове на планината Радук и е населено основно с хора с българско или македонско национално съзнание. Заема южната част на Кленското поле. На север през пролома Тесни камен в Остренската планина граничи с Големо и Мало Острени, а на изток с Гинеец. Друг пролом на юг го свързва със Стеблево.

## История

### В Османската империя
В „Етнография на вилаетите Адрианопол, Монастир и Салоника“, издадена в Константинопол в 1878 година и отразяваща статистиката на населението от 1873 година Клене (Cléné) е посочено като село със 100 домакинства със 196 жители българи и 120 жители помаци. Според статистиката на Васил Кънчов („Македония. Етнография и статистика“) в Кленье живеят 240 души българи християни и 230 души българи мохамедани, като българите мохамедани (торбешите) са в процес на поалбанчване:
| „ | Жителите на селата Острени (Големо и Мало), Търново (Големо и Мало), Кленье, Летен, Джепища, Ърбеле, Обоки, Макелари и др. предпочитат да се казват арнаути и да говорят арнаутски. | “ |

На Етнографската карта на Битолския вилает на Картографския институт в София от 1901 година Клене е смесено село българи, помаци, албанци и турци в Дебърската каза на Дебърския санджак със 162 къщи.
По данни на Екзархията в края на XIX век в Кленье има 40 православни къщи с 286 души жители българи. По данни на секретаря на екзархията Димитър Мишев („La Macédoine et sa Population Chrétienne“) в 1905 година в Клене има 632 българи екзархисти и в селото функционира българско училище.
На 24 май 1909 година разбойническа чета, водена от Синан Веш, заграбва 1100 овце от Кленье.
Към 1910 година в селото се загнездва сръбската пропаганда. Сръбският митрополит Варнава Дебърски успява да привлече на своя страна кмета Васил Младенов Пляушки, свещеник Спас Иванов Бушкоски, който е стар сърбоманин и българския учител Илия Нелков, също родом от селото и завършил IV отделение на българско училище в Солун, и в селото се отваря сръбско училище. В другите голобърденски села пропагандата не постига успех.
В 1911 година вестник „Дебърски глас“ пише:
| „ | Селото Кленье е седалище на мюдурин. То е смесено от християни и помаци българи и е център на местността Голо бърдо. | “ |

Според статистика на „Дебърски глас“ в 1911 година в Кление има 56 български екзархийски и 6 патриаршистки къщи (1 от 1903 и 5 от 1910 година) и 82 помашки къщи. Според Георги Трайчев през 1911/1912 година в Кленье има 40 български къщи с 286 жители, като фунцкионират църква и училище.
При избухването на Балканската война в 1912 година един човек от Кление е доброволец в Македоно-одринското опълчение.

### В Албания
След войната селото попада в новосъздадена Албания. При албанските размирици от септември 1913 година на сръбска територия бягат 50 къщи, които заедно с други бежанци от Албания са настанени в турските села Бомово, Коняри и Куки. Сръбските войски изгарят 20 български къщи, всичките турски и убиват двама българи в Кление.
В 1915 година, по време на Първата световна война, селото е анексирано от Царство България. Към 1 март 1916 година Клене е център на Кленската община на българската Дебърска околия.
В рапорт на Сребрен Поппетров, главен инспектор-организатор на църковно-училищното дело на българите в Албания, от 1930 година Кленйе е отбелязано като село с 80 къщи, част от които православни българи, а останалите българи мохамедани. Жителите на селото подават официално искане за назначаване на български свещеник.
В 1939 година Бедин Петров от името на 28 български къщи в Кление подписва Молбата на македонски българи до царица Йоанна, с която се иска нейната намеса за защита на българщината в Албания – по това време италиански протекторат.
Йован Хадживасилевич пише в 1924 година, че в селото има 130 семейства в около 100 къщи, като понякога под един покрив живеят православни и мюсюлмани. Мюсюлманите в селото открито говорят, че дедите им са били християни, които по-късно са преминали към исляма. В 1940 година Миленко Филипович пише, че в Клене (Клење) има около 40 семейства „православни сърби“. Много хора от Кление отдавна са се изселили в дримколските села. Жителите на Кленоец (47 семейтва), Попеец (53 семейства) и Малкоец (45 семейства) всички са попотекло от Кление. Православните от това село от стари времена са познати като пътуващи терзии и заради това се и разселват.
В селото според Филипович е запазена църквата „Свети Никола“, а на мястото, където някога е имало село, са руините на „Света Петка“. Православните родове в селото са Ниновци, Мазниковци, Пляушковци, Мирчевци, Будиновци, Филочовци, Огненовци, Бошковци (Бушковци) и други. Главните мюсюлмански родове са Косовци, Ниновци (клон на православните Ниновци), Димовци и прочие.
Към 1964 година в Кление има българска църква със свещеник Тодор Христов.
До 2015 година селото е част от община Требища.
В селото има църква „Света Петка“.

## Личности
Родени в Кление
- Мирчо Г. Радев (1882 – ?), опълченец от Македоно-одринското опълчение, зидар, Втора рота на Девета велешка дружина[19]
- Цветан Мазнику (1938 – 2015), активист на македонското малцинство в Албания